# Nikkó
Nikkó (japonsky: 日光市; Nikkó-ši) je město v horách prefektury Točigi v Japonsku. Město Nikkó leží asi 140 km na sever od Tokia a patří mezi oblíbené cíle japonských turistů. Nejdůležitější místní atrakcí je svatyně a mausoleum Nikkó Tóšógú a svatyně Futarasan. Oblíbené jsou i místní horké prameny onsen. Horská oblast na západ od města je součástí Národního parku Nikkó, který se může pochlubit jedněmi z nejkrásnějších japonských vodopádů a mnoha naučnými stezkami.

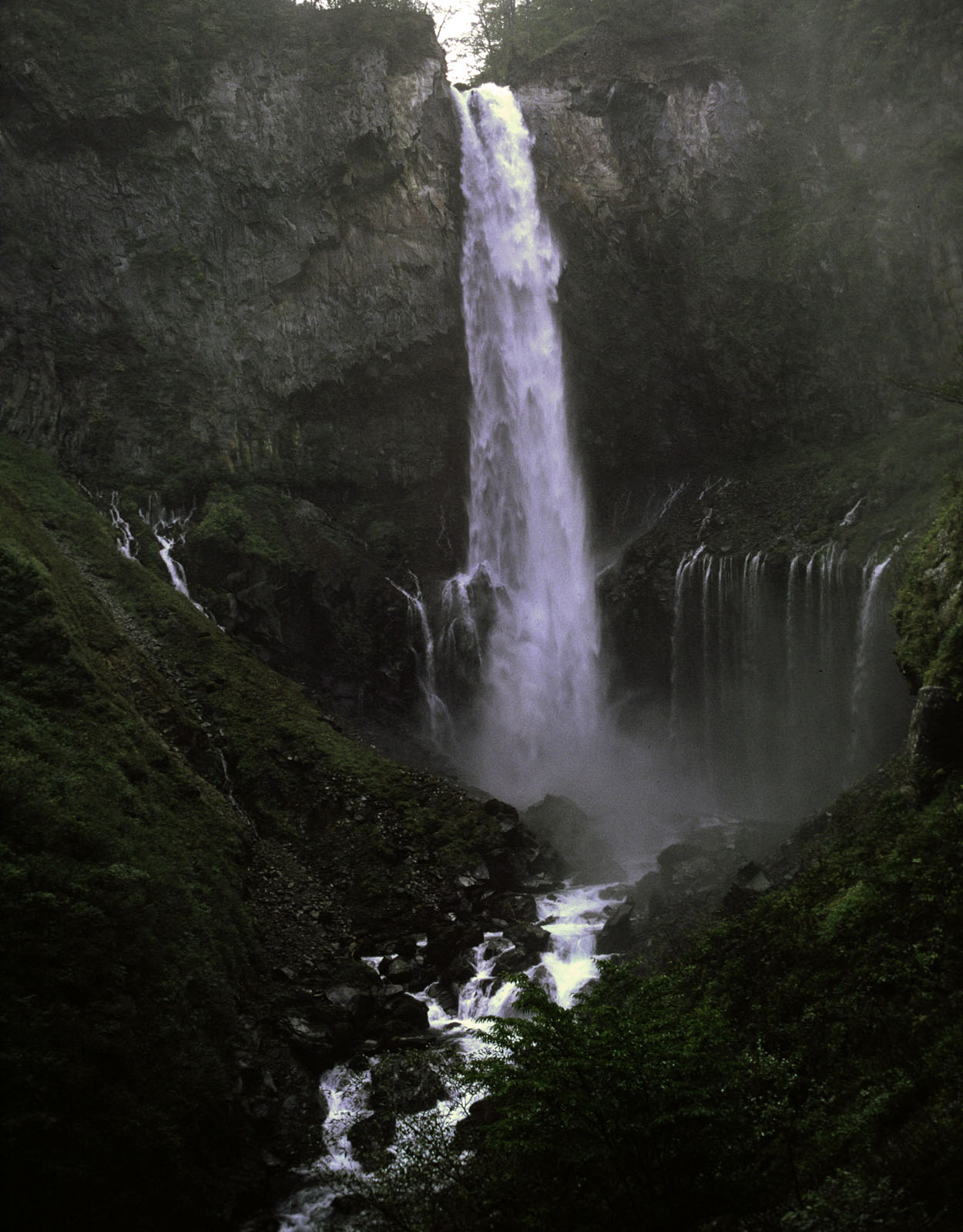
Vodopády Kegon (華厳滝) v Národním parku Nikkó

Město Nikkó se 20. března 2006 spojilo s několika sousedními městy a zmnohonásobilo tak nejen počet svých obyvatel, ale i rozlohu. Nové (spojené) město se nadále jmenuje Nikkó.
K 1. květnu 2006 byl odhadovaný počet obyvatel města 93 568. Celková rozloha města činí 1 449,87 km².
Moderní město Nikkó bylo založeno 1. února 1954.
V roce 1999 byly na Seznam světového dědictví UNESCO zapsány svatyně Tóšógú, svatyně Futarasan a chrám Rinnódži.